# Magyar Országos Véderő Egyesület

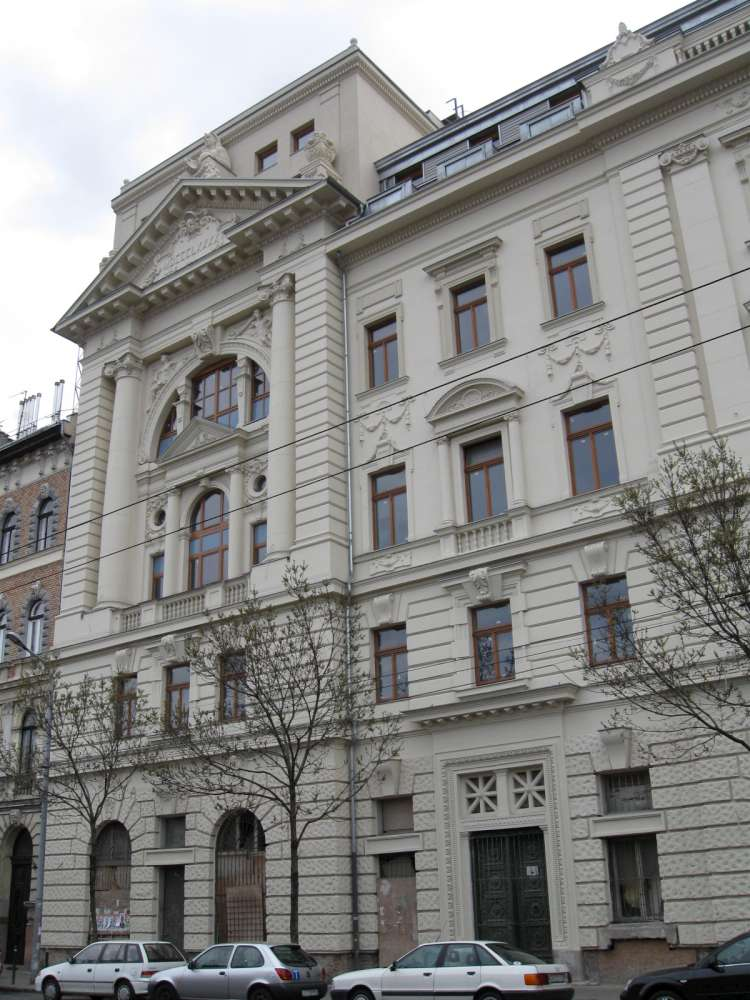
A MOVE volt székháza
(Budapest, VI. kerület, Podmaniczky u. 45.)

A Magyar Országos Véderő Egyesület (MOVE)  egy szélsőjobboldali csoportosulás volt Magyarországon Gömbös Gyula vezetésével a két világháború között. Elterjedt, de hibás elnevezése: „Magyar Országos Véderő Egylet”.

## Története
Gömbös még 1918 végén sem akarta feladni a háborút; Wekerle Sándor miniszterelnöknek írt és átnyújtott emlékiratában a magyar hadsereg újjászervezésével, a tartalékosok és a „fölöslegessé vált” haderő mozgósításával magyar szempontból még megmenthetőnek tartotta a helyzetet. Még az őszirózsás forradalom után is tett kísérletet megmenteni történelmi magyar területeket; ezen lépések egyike vezetett a MOVE megalakulásához.
A kezdetben kizárólag katonatisztekből álló paramilitáris civilszervezet, melynek célja a kommunista forradalmi eszmék elleni mozgósítás, az ellenség által elfoglalni szándékolt területek védelme, majd később a trianoni békefeltételek értelmében kényszerűen lecsökkentett haderő támogatása volt, 1918. november 15-én alakult meg. Létrehozásában Gömbös Gyula mellett vezető szerepet játszott még Bajcsy-Zsilinszky Endre és Eckhardt Tibor is. Programja és irányultsága vezetői révén a fajvédők felé húzott.
Gömbös a MOVE 1919. január 19-ei gólyavári gyűlésén mintegy ezer katonatiszt előtt élesen támadta Károlyi Mihályt és kormányát, annak tehetetlenségét a haza megvédésében és erélytelenségét a belső társadalmi rend megteremtésében. Egyben ismertette saját programját is a kilábalásra a helyzetből. Szónoklata erejének hatására még aznap az egyesület elnökévé választották. Az egyesület, mint potenciális kormányellenes fegyveres szervezet, azonnal a győztes őszirózsás forradalom után alakult Tanácsköztársaság látókörébe került. Gömbös a letartóztatás elől Bécsbe menekült, a MOVE-t pedig az ezen erők visszaszorítására kiadott 1919. február 11-i, a Népköztársaság védelméről szóló rendelet nevében feloszlatták. A megszálló antant erőkkel vívott harcokat a MOVE, és a Székely Hadosztály feloszlatása után kizárólag a Tanácsköztársaság Vörös Hadserege folytatta tovább, több-kevesebb sikerrel.
A Tanácsköztársaság megdöntése után szinte azonnal újjászerveződött az egyesület. A MOVE-tagok szolgáltatták alapját a Nemzeti Hadseregnek 1919-ben. Az első gárdaszázadot (Prónay-század) is egy MOVE-tag, Prónay Pál huszárszázados vezette.
1919. július 5-én a MOVE Szegeden tartott díszgyűlésén Gömbös Gyula országos elnök javaslatára az ott jelenlévő akkori hadügyminisztert, Horthy Miklóst a MOVE díszelnökévé választották.
MOVE-tagok adták a törzsét annak az irreguláris csapatnak is, mely Gömbös vezetésével megnyerte a budaörsi csatát, ezzel megakadályozva IV. Károly, az utolsó Habsburg–Lotaringiai magyar király visszatérését a Magyar Királyság trónjára. A MOVE fennállásának csúcsán több, mint száz tagegyesületet foglalt magába, melyek főként sportegyletek, lövésztársaságok, cserkészcsapatok voltak, illetve egy leventemozgalom.
Központjukat 1920. május 14-én a Podmaniczky utca 45. szám alatt rendezték be, ami addig a napig a magyarországi szabadkőművességet összefogó szervezet, a Magyarországi Symbolikus Nagypáholy székháza (nagypáholyház) volt. A nagypáholy által építtetett ház szabadkőműves dekorációját, díszítőelemeit és szimbolikáját is tartalmazó megjelenését a hozzájuk fűződő erős ellenérzéseik dacára mindvégig érintetlenül hagyták. Ezek többsége a későbbi korokat, átalakításokat és felújításokat is túlélve mind a mai napig megfigyelhetők a homlokzaton, illetve a beltérben.
Horthy Miklós kormányzó, illetve Bethlen István miniszterelnök és kormánya a bethleni konszolidáció keretében 1924-re teljesen kiszorította Gömböst és körét a politikai hatalomból. Gömbösék az Egységes Pártból kikényszerítve hamarosan megalapították a Magyar Nemzeti Függetlenségi Pártot (rövidebb nevén a Fajvédő Pártot), s a MOVE-t, valamint a kapcsolódó tagegyesületeket is ez alá szervezték át.
Gömbös 1928-ban nyilvánosan szakított addigi politikai irányvonalával; feloszlatta a Fajvédő Pártot, valamint lemondott elnöki tisztségéről, majd kilépett a MOVE-ból is, amikortól kezdve az egyesület többé semmilyen politikai szerepet nem játszott.
A MOVE a második világháború végén, a szovjet Vörös Hadsereg bevonulása után szétszéledt. A MOVE-t az 529/1945. M. E. sz. rendelet 3. §-a alapján 1945-ben hivatalosan is betiltották. 
Podmaniczky utcai székházukat  1945 tavaszán a a Nemzeti Parasztpárt foglalta el, és ott helyezte el VI. kerületi szervezetét. Az épület 1947-re visszakerült a szabadkőművesekhez, mígnem 1950-ben lefoglalta a Belügyminisztérium és az ÁVO központjaként üzemelt annak feloszlatásáig. Utána a BM egyik részlege működött ott egészen a rendszerváltásig.

### Újjáalakítási kísérlet
2007 nyarán magukat nemzeti radikálisként definiálók egy csoportja egyesület formájában (Magyar Országos Véderő Egyesület) újjáalakította, s céljainak is jórészt ugyanazt jelölte meg, amit annak idején Gömbös Gyula illetve Bajcsy-Zsilinszky Endre kitűzött a szervezet elé. Az egyesület rövid időn belül kettészakadt, majd szétszéledt; egykori tagjai egy része Véderő néven katonai egyesületként működnek tovább.